# Europarlamentari della Grecia della II legislatura
Gli europarlamentari della Grecia della II legislatura, eletti in occasione delle elezioni europee del 1984, furono i seguenti.

## Composizione storica
| Europarlamentare           | Lista                                    | Gruppo |
| -------------------------- | ---------------------------------------- | ------ |
| Dimitrios Adamou           | Partito Comunista di Grecia              | COM    |
| Alexandros Alavanos        | Partito Comunista di Grecia              | COM    |
| Georgios Anastassopoulos   | Nuova Democrazia                         | PPE    |
| Evangelos Averof-Tossitsas | Nuova Democrazia                         | PPE    |
| Paraskevas Avgerinos       | Movimento Socialista Panellenico         | SOC    |
| Ioannis Boutos             | Nuova Democrazia                         | PPE    |
| Efthymios Christodoulou    | Nuova Democrazia                         | PPE    |
| Chrysanthos Dimitriadis    | Unione Politica Nazionale                | GDE    |
| Vassilis Ephremidis        | Partito Comunista di Grecia              | COM    |
| Dimitrios Evrigenis        | Nuova Democrazia                         | PPE    |
| Nikolaos Gazis             | Movimento Socialista Panellenico         | SOC    |
| Kyriakos Gerontopoulos     | Nuova Democrazia                         | PPE    |
| Marietta Giannakou         | Nuova Democrazia                         | PPE    |
| Emmanouil Glezos           | Movimento Socialista Panellenico         | SOC    |
| Leonidas Kyrkos            | Partito Comunista di Grecia dell'Interno | COM    |
| Panayotis Lambrias         | Nuova Democrazia                         | PPE    |
| Geōrgios Mavros            | Movimento Socialista Panellenico         | SOC    |
| Konstantina Pantazi        | Movimento Socialista Panellenico         | SOC    |
| Christos Papoutsis         | Movimento Socialista Panellenico         | SOC    |
| Spyridon Plaskovitis       | Movimento Socialista Panellenico         | SOC    |
| Georgios Romeos            | Movimento Socialista Panellenico         | SOC    |
| Ioannis Tzounis            | Nuova Democrazia                         | PPE    |
| Grigorios Varfis           | Movimento Socialista Panellenico         | SOC    |
| Nikolaos Vgenopoulos       | Movimento Socialista Panellenico         | SOC    |

## Modifiche intervenute

### Movimento Socialista Panellenico
- In data 08.01.1985 a Grigoris Varfis subentra Leonidas Lagakos.
- In data 28.01.1985 a Manolis Glezos subentra Spiridon Kolokotronis.
- In data 31.12.1985 a Nikolaos Vgenopoulos subentra Nikolaos Papakyriazis.

### Nuova Democrazia
- In data 27.07.1984 a Evangelos Averoff subentra Konstantinos Stavrou.
- In data 28.01.1986 a Dimitrios Evrigenis subentra Georgios Saridakis.
- In data 22.06.1989 cessa dal mandato Kyriakos Gerontopoulos, non sostituito.

### Partito Comunista di Grecia
- In data 28.01.1985 a Leonidas Kyrkos subentra Konstantinos Filinis.
- In data 06.10.1987 a Dimitrios Adamou subentra Dimitrios Dessylas.

### Unione Politica Nazionale
- In data 01.08.1988 a Chrysanthos Dimitriadis subentra Aristides Dimopoulos.
- In data 06.02.1989 a Aristides Dimopoulos subentra Spyridon Zournatzis.